# Geilo flygplats, Dagali
Geilo flygplats, Dagali (norska: Geilo lufthavn, Dagali) belägen i Hol kommun i Norge är en numera privat flygplats. Den tjänade tidigare som regional flygplats samt charterresemål för de närliggande skidorterna runt Geilo. År 2003 lades all kommersiell verksamhet ner men man kan fortfarande landa med privata flygplan. Av den ursprungliga 1800 meter långa banan är idag 1030 meter reserverat för start och landningar medan resterande del har konverterats till kartingbana. 